# Stanisław Nawrocki (kompozytor)
Stanisław Hieronim Nawrocki (ur. 30 września 1894 w Sulejowie, zm. 20 grudnia 1950 w Warszawie)  – polski kompozytor i pianista.

## Życiorys
Po okresie nauki u ojca Władysława (1863–1915), śpiewaka i organisty, w 1908 wyjechał do Warszawy, gdzie kontynuował naukę w gimnazjum i podjął pracę organisty pod opieką stryja, Juliana (1869–1944), organisty i dyrygenta chóralnego. W latach 1914–1928 studiował grę fortepianową w Konserwatorium w Warszawie pod kierunkiem Adolfa Gużewskiego, Aleksandra Michałowskiego i Antoniego Sygietyńskiego oraz kompozycję u Romana Statkowskiego i Henryka Melcera. Kształcił się także u Zbigniewa Drzewieckiego. W latach 1924–1928 kontynuował naukę gry na fortepianie, studiował też kontrapunkt w Instytucie Muzycznym Antoniego Grudzińskiego w Warszawie. W 1927 przebywał na stypendium w Paryżu, a w latach 1928–1931 kontynuował studia pianistyczne i kompozytorskie u Ignacego Paderewskiego w Paryżu i Morges . 
Karierę artystyczną rozpoczął już 1910, prezentując w Warszawie swoje miniatury fortepianowe. W 1919 wykonał w Filharmonii Warszawskiej swoją Sonatę es-moll poświęconą pamięci rodaków poległych podczas I wojny światowej. Występował następnie we Lwowie, Lublinie, Wilnie, Rydze, a w latach 1928–1931 we Francji, Szwajcarii, Holandii, Hiszpanii. 1931–1939 koncertował w kraju, m.in. w Filharmonii Warszawskiej, gdzie na koncercie kompozytorskim 26 lutego 1933 wykonał Koncert d-moll, dedykowany Ignacemu Paderewskiemu. W latach 1926–1939 współpracował z Polskim Radiem, występując z licznymi koncertami oraz tworząc muzykę do słuchowisk radiowych. Podczas II wojny światowej grał na koncertach konspiracyjnych i w kawiarniach w Warszawie. W czasie powstania warszawskiego spłonęły wszystkie rękopisy jego dzieł. Niektóre utwory Nawrocki zrekonstruował w latach 1945–1950. Od 1945 prowadził działalność koncertową, głównie na Górnym Śląsku .
Jego repertuar pianistyczny obejmował głównie utwory Ludwiga van Beethovena, Fryderyka Chopina, Roberta Schumanna, Edvarda Griega, Camille’a Saint-Saënsa, Siergieja Rachmaninowa, Antona Rubinsteina, Ignacego Jana Paderewskiego oraz jego własne.

## Wybrane kompozycje
(na podstawie materiałów źródłowych )
- Wariacje b-moll na fortepian (1916, 1948)
- Sonata es-moll na fortepian (1918, 1947)
- Koncert d-moll na fortepian i orkiestrę z towarzyszeniem fanfar (1929, 1950)
- Taniec hiszpański, wersja 1., na fortepian (1930, 1948)
- Wariacje G-dur na fortepian (1930, 1948)
- Dwa nokturny na skrzypce i fortepian (1931, 1947)
- Hymn dziękczynny na sopran, recytatora, 2 chóry, orkiestrę i organy (1932)
- U Króla Gór, opera dziecięca, libretto Janina Porazińska (1936)
- Dwanaście mazurków na fortepian (1944, 1949)
- Czternaście preludiów na fortepian (1949)
- Taniec hiszpański, wersja 2., na orkiestrę (1950)
- Karuzel na głos i orkiestrę (1950)

Ponadto zaginione: 2 symfonie, 4 poematy symfoniczne, Priére na orkiestrę, 4 koncerty fortrpianowe, koncert skrzypcowy, koncert wiolonczelowy, Fantazja polska na fortepian i orkiestrę, ok. 70 utworów fortepianowych, ok. 130 pieśni na głos i fortepian, 9 pieśni na głos i orkiestrę, Kantata pokoju, 3 oratoria, opera Święty ogień, muzyka do ponad 20 słuchowisk radiowych .